# Partidul Liberal Reformator (România)
Partidul Liberal Reformator (PLR)  a fost un partid politic din România, lansat pe 3 iulie 2014 de fostul prim-ministru, Călin Popescu-Tăriceanu. Partidul a fuzionat la data de 19 iunie 2015 cu Partidul Conservator, formând ALDE.

## Istoric
Tăriceanu și-a anunțat decizia de a înființa PLR pe 27 februarie 2014, la o zi după demisia din Partidul Național Liberal.
Pe 25 iulie 2014, Partidul Liberal Reformator a anunțat că reprezintă un proiect politic rezultat din parteneriatul dintre Grupul de Inițiativă pentru Păstrarea Identității Liberale și Partidul Național al Mediului și va fi condus interimar de Grațiela-Leocadia Gavrilescu.
Pe 2 august 2014, Călin Popescu-Tăriceanu a fost ales președintele partidului.